# 星光少女 彩虹舞台 角色列表
星光少女 彩虹舞台 角色列表是《星光少女 彩虹舞台》的登場角色介紹。主要角色譯名以台灣代理譯名為準。
- 登場的七位少女主角鈴音（Rinne）、小杏（Ann）、小糸（Ito）、小鳴（Naru）、芭爾（Belle）、乙葉（Otoha）及若菜（Wakana）的羅马字縮寫字頭將會組成「RAINBOW」。
- 另外主角的變身為小杏的Rhythm jumper、若菜的Air jumper、小糸的Inspire jumper、音羽的Nature jumper、奈露的Beat jumper、貝兒的Overheat jumper、鈴音的Wave jumper的罗马字縮寫字頭將會組成「RAINBOW」，以及新進成員茱奈的Melody jumper。

## HAPPY RAIN♪（ハッピーレイン）
以鈴音（RINNE）、杏（ANN）、糸（ITO）、小鳴（NARU）4人英文名字開頭取名出道的3人新組合，為結合舞蹈和唱歌的表演的團體。在荊千里的建議下，放棄以「Prism Stone」的名義參加「新挑戰! 律動大賽」，並以新的名字來代表他們的3人組合。由幸司提出「No RAIN, No Rainbow」的含義，意思是「不經歷大雨，就看不見美麗彩虹」，因此「HAPPY RAIN♪」就是「幸福之雨」。在「新挑戰! 律動大賽」，首次以幸司和糸共同所創作的新歌「傾盆大雨HAPPY！」（どしゃぶりHAPPY！），得到組合比賽第一名。
彩瀨鳴（Ayase Naru，配音員：加藤英美里（日本）；傅其慧（台灣）；張頌欣（香港））
代表顏色：  粉红色
本故事的主角，有粉紅色頭髮作特徵的14歲可愛少女，就讀初中二年級。1999年3月3日出生，雙魚座，血型O型
形象品牌是「Lovely」，變身成「Beat Jumper（節拍躍者）」。
聽音樂就能感受到聲音的「顏色」。就算沒有編排舞蹈，只要感受到聲音的「顏色」，就能隨即舞動。
口頭禪是（Happy Naru～！），說話時多以「〜開心」（〜なる）作結尾，在家裡飼養一隻名叫藍藍（Blue）的藍波斯貓。
有著天然呆、平易近人的個性，因為是早產嬰兒所以比同年齡的學生長得矮，相信每天喝牛奶就可以增高。但有時因為個性過於純真、簡單，所以就算觸怒對方也不知道。
夢想是希望能夠開一間如「Dear Crown」那樣引領時尚潮流的店，而且仰慕天羽茱莉。
最喜歡的科目是國語和美術，最不擅長的科目是數學。而在溜冰方面亦未純熟。
最喜歡的食物是牛奶以及焗烤。討厭打掃，所以房間總是凌亂的。
特技是「裝飾各式小物」。對幸司存好感但之後就失戀。
第1集參加「Prism Stone」店長甄選，因感受到聲音的「顏色」成功跳出星光演唱會（Prism Live）與鈴音相遇。成功成為「Prism Stone」店長。
第5集開解幸司並得到他所作的「My Song」。成功在星光演唱會跳出首個星光跳躍「100% 純純的箭」。
第8集幫助幸司克服內心的黑暗使他能夠再次唱歌。
第11集跟杏和糸組成團隊，首次參加大型比賽夢想大會（Dreaming Session Tournament）。
第13集因為意識到自己沒資格和貝爾在同個舞台上表演，最後在幸司鼓勵之後又重新看見音樂的色彩而直接表演Prism Live並成功跳出三連跳，發動可愛之羽（ラブリーフェザー），但因表演超時以及Prism Live是新的表演而未能列入評分而敗給貝爾。
第20集首次讓拉芙鈴成功進化，穿着進化為七彩造型 可愛系禮服 輝煌風格。
第26集與杏和糸組成「HAPPY RAIN♪」三人組合。雖然自己也仰慕幸司仍慫恿糸向幸司表明真正的愛意。當初只是無意識的對異性的幸司抱有好感，但是還未釐清自己的感覺便失戀而哭泣，後來受到凜音安慰後便全力支持糸與幸司兩人的戀情。
第28集以「HAPPY RAIN♪」的組合，有機會在Dear Crown表演Prism Show。想得到天羽的簽名最終卻忘記。
第29集跟杏和糸和鈴音還有愛與莉奈參加校外教學，商店由貝兒來負責。害怕自己完全被取代，但結果與貝兒各有各自的風格無法互相取代。
第34集受到「Dear Crown」的邀請為慈善活動進行Prism Show，因為內心的星光感染所有人，而讓鈴音他們在沒表演下也穿著七彩造型，後來鈴音在星光演奏會時加入演出成功與鈴音跳出雙人四連跳。
第38集與芭爾成為一組。在一起過夜的期間，跨越與芭爾的隔膜成為朋友，並成功跳出雙人跳躍。自此之後雙方互叫名字的時候不再加任何敬語直呼其名。
第42集因為鈴音的離開與茱莉組隊比賽，並拒絕與自己見面而感到十分傷心，內心熄滅的閃耀星光間接令拉芙鈴消失。在貝爾與廣的鼓勵下重獲內心的閃耀星光讓拉芙鈴進化到最終型態，成功跳出雙人五連跳。
第50集在失去閃耀星光的情況下表演Prism Show，地面因為缺少星光的潤滑而無法滑冰導致在表演其間不斷跌倒。後來得到大家鼓勵與堅信鈴音在等待之下，順利奪回七色的閃耀星光。卻因為在途中不斷跌倒以及沒有連績跳躍而只獲最低分，但不放棄的毅力被皇稱為真正的勝出者。最後的演唱會後抱著必定再見與不會忘記對方的心情與鈴音分別。
第51集與杏、糸從「Prism Stone」中畢業演出最後一場的星光時尚秀。達成希望能夠開一間如「Dear Crown」那樣引領時尚潮流的店的夢想，成為「Dear Crown」的店長。
於姊妹作星光樂園中為SAINTS的其中一位成員。
一改前兩部，春音艾菈和上葉美愛，表演成績總是排名偏後。但由於本人不在乎競爭的關係所以能和眾主角打成一片。
在星光頻道的第118話再次登場。
星光跳躍
- 百分之百 純純的箭（100% Pure Pure Arrow）『100%ピュアx2アロ→』[4]

使用於本劇第五、十三集。
- 可愛光點（Lovely Splash）『ラブリースプラッシュ』

首見於本劇第十三、二十六集。
- 可愛彩虹（Lovely Rainbow）『ラブリーレインボー』

首見於本劇第十三、二十集。
- 快樂開心之箭 無限大...（Happy Naru Arrow Mugen）『ハピなるアロー∞』

使用於本劇第五十集。
七彩造型系列
- 七彩造型 可愛系禮服（セブンスコーデ ラブリードレス）－（Lv1）

使用於本劇第一、十三、二十集。
- 七彩造型 可愛系禮服 輝煌風格（セブンスコーデ ラブリードレス ブリリアントスタイル）－（Lv2）

使用於本劇第二十集、二十六、二十八、三十集。
- 七彩造型 可愛系禮服 白金風格（セブンスコーデ  ラブリードレス プラチナスタイル）－（Lv3）

使用於本劇第五十集。
福原杏（Fukuhara Ann，配音員：芹澤優（日本）；巫玉羚（台灣）；魏惠娥（香港））
代表顏色：  蓝色
小鳴的同班同學。有著杏色頭髮的14歲少女，就讀初中二年級。1999年4月2日出生，牡羊座，血型A型。
形象品牌是「Pop」，變身成「Rhythm Jumper（節奏躍者）」。
聽音樂就能感受到聲音的「味道」，打扮總是時尚流行，有著正面積極的個性，且十分開朗、活潑。
口頭禪是「包在杏身上！」（あんにお任せ！）
對甜點有深入的認識，擅長於製作各樣甜點，亦非常的喜歡吃甜點，夢想是希望能夠開一間甜品店，並成為糕點師。
對任何事都充滿熱情，具有優良的運動細胞，尤其是對星光舞蹈（Prism Dance）充滿熱誠，一直都很拼命練習。
是學校裡的學級委員長以及「Prism Show」社團的部長，在溜冰方面的技術比小鳴純熟。
家裡是開日式傳統米餅店，「福和堂」（福々堂），她爸爸希望她能繼承家裡的事業，所以不支持她做甜點，因此經常跟她爸爸吵架。
第2集因感受到聲音的「味道」，成功跳出星光演唱會（Prism Live）。在「Prism Stone」店，負責咖啡室的甜點部份。
第7集父母被邀請參加「Prism Stone」的Party，在Party當中以「My Song」表演Prism Show，打動頑固的父親讓他留在「Prism Stone」工作。
特技是「制作甜點」。喜歡一月學長。
第8集因「My Song」的擁有權而跟若菜爭執；最後因幸司的出現得到「My Song」的擁有權。
第9集與若菜作打賭以「誰在對決中輸就必須以後禁止表演『星光時尚秀』」的挑戰。
第11集跟和糸與小鳴參加夢想階段大會（Dreaming Session Tournament）。
第12集跟若菜決鬥。受到一月的鼓勵挑戰三連跳成功，並發動流行之羽（ポップフェザー），因在三連跳時落地失敗，加上不能以星光演唱會額外獲分而輸掉比賽。
第13集若菜以「你的退出太顯眼，讓我掉面子」為理由取消打賭。
第22集終於成功跳出三連跳。
第23集發現與若菜小時候的誤會而耿耿於懷。後來主動化解誤會，最後得到若菜的原諒與她再次成為好朋友。
第26集與小鳴和糸組成「HAPPY RAIN♪」三人組合，首次讓波寶成功進化。
第28集以「HAPPY RAIN♪」的組合，有機會在Dear Crown表演Prism Show。
第29集跟小鳴和糸還有鈴音參加校外教學。
第33集和一月和若菜去看電影，為了感謝一月的電影票打算送仙貝給他，卻目睹一月抱著若菜的畫面為此大受打擊。
第36集與若菜成為一組並跳出雙人跳躍。
第40集成功與若菜跳出四連跳，並發動流行之羽 輝煌風格（ポップフェザー ブリリアントスタイル）。
第46集成功完成五連跳，並發動流行之羽 白金風格（ポップフェザー プラチナスタイル），讓波寶進化到最終型態。
第51集與小鳴、糸一起從「Prsim Stone」畢業演出最後一場的星光時尚秀。及後與若菜一起跟一月告白並且決定為成為糕點師的目標而努力。
星光跳躍
- 流行光點（Pop'n Splash）『ポップスプラッシュ』

使用於本劇第二、十二、二十二、二十六、四十六集。
- 心動 搖擺 節奏（Swinging Heart Rhythm）『スウィンギンハートリズム』

使用於本劇第二、七、十二、二十二、四十六集。
- 流行糖果火箭（Pop'n Candy Rocket）『ポップンキャンディロケット』

使用於本劇第十二、二十、二十二、四十六集。
- 心心光點（Heartful Splash）『ハートフルスプラッシュ』[7]

使用於本劇第二十三集。
- 歡樂馬卡龍燦光（Happy Macaroon Spin）『ハッピーマカロンスピン』

首見於本劇第四十六集。
- 超級美味 甜點旋轉木馬（Mechauma! Sweet Go-Round）『めちゃうま！スイーツゴーランド！』

首見於本劇第四十六集。
七彩造型系列
- 七彩造型 流行系禮服（セブンスコーデ ポップドレス）－（Lv1）

首見於本劇第二、二十集。
- 七彩造型 流行系禮服 輝煌風格（セブンスコーデ  ポップドレス ブリリアントスタイル）－（Lv2）

使用於本劇第二十六、二十八、三十、四十六集。
- 七彩造型 流行系禮服 白金風格（セブンスコーデ  ポップドレス プラチナスタイル）－（Lv3）

使用於本劇第四十六集。
涼野糸（Suzuno Ito，配音員：小松未可子（日本）；許雲雲（台灣）；黃昕瑜（香港））
代表顏色：  紫色
香港譯名於第1話為「涼野線」，但於第3集改為使用「涼野糸」。
小鳴的同班同學。有著黑與紫混色頭髮的14歲少女，就讀初中二年級。1999年2月14日出生，水瓶座，血型B型
形象品牌是「Cool」，變身成「Inspire Jumper（鼓動躍者）」。
聽音樂就能感受到聲音的「熱度」，性格酷酷的，難以相處，且不合群。由於在早期因為傳言是個不良學生而被同學孤立，在認識小鳴後，慢慢打開心扉，但仍會有與鳴和杏產生碰撞之事。
口頭禪是「好熱血！」（熱いぜ！）
是某搖滾樂隊的吉他手。常常孤獨一人，非常討厭別人叫她的實名「糸」，樂隊的成員常以「Cross」來稱呼她。在第4集後，就不會生氣小鳴和杏叫自己「糸」，亦不再抗拒小鳴她們。
能演奏任何樂器；因為母親的關係，由母親身上學得彈琴，並繼承母親的天賦精於此樂器，另外同時也透過父親而精於結他。隨身帶著母親的Prism Stone，不曾離身。
父母已經離婚處於單親家庭，現在跟父親同住。因此正常渴望父親的關心（雖然口頭上說父親不關心自己，所以對他很冷漠），當父親稱讚或留意她時，會露出笑容或臉紅。
對化妝品具有豐富的知識，而且常在非上學或表演時候化妝。搖滾樂隊成員的化妝都是由她負責。
特技是「隨意作曲」，並能剎那間分辨作曲的人。對幸司有明顯愛意，口頭上總是否認。
擅長煮飯，且不愛吃甜食。
第3集因想為父親購回他的吉他，所以決定在「Prism Stone」店工作。在「Prism Stone」店，負責化妝間的部份，成功表演星光演唱會（Prism Live）。
第6集表示對幸司有好感，並在幸司前以「My Song」在進行Prism Show。
第11集跟小鳴和杏參加夢想大會（Dreaming Session Tournament）跟乙葉決鬥。在聯賽的第一回合，由於星光演唱會（Prism Live）是全新的表演並未記載於比賽章程，因此不能以星光演唱會獲分而敗給乙葉的二連跳。
第18集不聽幸司勸告為廣作曲，最後因為幸司奪去他為廣所作的原曲樂譜，並以「Pride」取代自己的作品而感到十分憤怒，並且認為幸司他是因為忌妒可以幫人氣最紅的男子星光舞者速水廣寫歌而且得到豐厚籌勞，所以認為幸司瞧不起自己。
第19集從一月口中得知幸司不會做那種事還有幸司的父親因車禍去世的事，擔心自己的父親和六年前的車禍始自己的父母離婚有關聯，另外在聽幸司的解釋後（幸司說廣根本完全沒要用她的歌，但糸不相信，結果在依照幸司的指示打給廣之後，廣便透露是真的）和好，發動酷炫之羽（クールフェザー）。
第24集收到三人比賽的新歌，發現是之前為廣所作的原曲，而且是幸司曾經過修改的因此再次感到憤怒。
第25集無法接受幸司修改版的比賽新歌，並因對幸司的感情而感到無比煩惱和不安。
第26集受到小鳴的鼓勵向幸司表明心意，而幸司對自己也有感覺，最後接受幸司新修改的比賽新歌（歌詞為幸司寫給糸的Love Letter）。並與小鳴和杏組成「HAPPY RAIN♪」3人組合，首次讓庫倫成功進化。
第28集以「HAPPY RAIN♪」的組合，有機會在Dear Crown表演Prism Show。十分期望幸司來看她們表演，最終如願以償。
第29集跟小鳴和杏還有鈴音參加校外教學。
第30集在北海道與她的母親和弟弟見面，希望媽媽能跟父親住但因遭受拒絕而傷心說要回去，但在後來聽弟弟結的解釋後跟母親道歉，並與母親約定如果她讓父親重拾吉他就可以恢復原來的家庭生活。
第37集與乙葉組成一組並跳出雙人跳躍。表演前因為知道父親是六年前令幸司的父親發生車禍意外離世的人，在演出後向幸司提出分手。
第41集成功與乙葉跳出四連跳，並發動酷炫之羽 輝煌風格（クールフェザー ブリリアントスタイル），在表演前經父親答應可和幸司交往，並從父親口中得知六年前的車禍以及幸司的父親發生車禍意外離世的真相。
第47集成功完成六連跳，並發動酷炫之羽 白金風格（クールフェザー プラチナスタイル）讓庫倫進化到最終型態。
第51集與小鳴、杏一起從「Prsim Stone」畢業演出一最後一場的星光時尚秀。最後如願與家庭一起生活並一起經營家庭樂隊的活動，並終於使用母親送給的寶石時發現那件衣服是自己最希望擁有的一件服裝。
星光跳躍
- 酷炫光點（Cool Splash）『クールスプラッシュ』

使用於本劇第三、十一、十九、二十六、四十七集。
- 寶石交叉迴旋（Jewel Spin Cross）『ジュエルスピンX』

使用於本劇第三、六、十一、十九、四十七集。
- 紅線 夏日之戀（Akai Ito Natsu No Koi）『赤い糸・夏の恋』

使用於本劇第十九、二十、二十八、四十七集。
- Do Re Mi Fa 溜滑梯（Do-Re-Mi-Fa Slider）『ドレミファスライダー』

使用於本劇第四十七集。
- 心跳體驗（Mune-kyun Taiken）『むねキュンたいけん』

使用於本劇第四十七集。
- 燃燒 光焰萬丈 交叉迴旋（Moeru! Grand Cross Spin）『燃える!グランドXスピン』

使用於本劇第四十七集。
七彩造型系列
- 七彩造型 酷炫系禮服（セブンスコーデ クールドレス）[11]－（Lv1）

首見於本劇第三、二十集。
- 七彩造型 酷炫系禮服 輝煌風格（セブンスコーデ  クールドレス ブリリアントスタイル）－（Lv2）

使用於本劇第二十六、二十八、三十、四十七集。
- 七彩造型 酷炫系禮服 白金風格（セブンスコーデ  クールドレス プラチナスタイル）－（Lv3）

使用於本劇第四十七集。

## 貝兒玫瑰（Bell Rose（ベルローズ））
在薔薇學園，S組是最強的隊伍，在第26集改名為「貝兒玫瑰」，為結合舞蹈和唱歌的表演的團體。在若菜的建議下放棄以薔薇學園S組的名義參加「新挑戰! 律動大賽」，並以新的名字來代表她們的三人組合。由若菜提出使用「貝兒玫瑰」。而名字有著「Belle Rose」的意味：「Belle」在法文是指「美麗」，因此隊名可解作「美麗的玫瑰」。在「新挑戰! 律動大賽」，首次以合唱新歌「Rosette Nebula」得到組合比賽第二名。在《星光少男》時期已經成立自己的事務所，與Over The Rainbow、薔薇學園的新校舍位於同一棟大廈並繼續支持母校的發展。
蓮城寺貝兒（Renjoji Bell，配音員：戶松遙（日本）；謝佼娟（台灣）；曾佩儀（香港））
代表顏色：  红色
有着紅色頭髮的14歲少女，就讀初中二年級。1999年11月11日出生，天蠍座，血型A型
形象品牌是「Sexy」，變身成「Overheat Jumper（極熱躍者）」。
聽音樂就能感受到聲音的「愛意」。擁有冷酷的美貌，卻有女王類型、性感系的性格。
口頭禪是「讓你們看看薔薇有多美麗！」（薔薇の力、見せてあげる！）。
屬於「薔薇學園」（エーデルローズ）所培育出來的星光舞者。在學院中人氣和實力排名第一，是非常具有實力的人。因為受著十分嚴格的訓練，從小學時期開始，學業成績都保持著第一名。
擅長的樂器是小提琴，曾在國際選拔賽以小提琴演奏獲得第一名。由於有大約六年在海外生活的經驗，所以懂得英語、法語、德語及西班牙語四種語言。
雖然在各個方面得到輝煌的成績，但在母親極大虛榮心的異常影響下抱著「如果不成為第一，就得不到母親的愛」的想法。結果形成第一就等如尊嚴的價值觀，後來受到小鳴與凜音的開解下明白勝負並不重要。表面上好像不用練習而完美，但私下是個非常努力的人。為了滿足母親的完美主義所以在各方的要求也很高。
更因為害怕建立親密朋友的關係，所以醸成不易原諒別人以及苛刻的性格，以此掩飾自己對朋友的渴望。不會在同伴面前流露自己的真實感情。後來得到若菜和音羽的挽留下才能真正面對自己真正的感受。
表面上是以第一名的身份繼續星光時尚秀，但事實上是因為對星光時尚秀充滿熱情。
只喜歡音羽所泡的茶，有著每天喝不同茶的習慣。
特技是「努力練習」。
第1集參加「Prism Stone」店長甄選卻最輸給小鳴而落選。
第9集對凜音先成為第二個跳出四連跳的人感到不甘，並設下圈套讓凜音在露天舞台再次表演驗證四連跳的真偽。
第10集敵視沒有好好練習便隨便參加比賽的「Prism Stone」，策劃方案讓她們去參加夢幻大賽並證明兩方實力上的差距。
第13集認為小鳴是個抱著不認真的心態去參加比賽的對手，更覺得強大的舞台壓力會造成小鳴崩潰，可是結果和自己的預期不一樣。在夢幻大賽和小鳴對決雖以三連跳高分獲勝，卻對小鳴不付出努力而跳出三連跳感到不悅。在賽後拒絕與小鳴握手道賀。
第15集對音羽成為低年級生尊敬的對象而感到妒忌因此以驅逐她。
第17集母親對自己在Dear Crown的表演期待有高表現卻因為過份練習而病倒。因為不想讓母親感到沒面子決定抱病表演。
第21集以試鏡找出更厲害的隊員來代替音羽(可是每個試鏡者都因為被罵得而逃掉)。最後在音羽跳出星光演唱會後決定讓她回歸「Edel Rose Team S」。
第24集因母親要求在政治家的女兒生日會上表演星光演唱會而感到焦躁；結果表演失敗讓母親則以「不是第一，星光時尚秀再沒意義」作理由被迫到法國學習小提琴。
第25集在機場因為受到若菜和音羽的挽留下說出「不想停止星光時尚秀」的真心話來拒絕母親的要求。與若菜和音羽的組成「貝兒玫瑰」三人組合。
第26集與音羽和若菜組成「貝兒玫瑰」三人組合。因感受到音羽和若菜的「愛」首次便讓賽席妮成功進化，並表演星光演唱會（Prism Live）發動豔麗之羽（セクシーフェザー）並完成四連跳。在賽後主動與小鳴握手道賀。
第27集比賽後，得到母親的寬恕，可繼續表演星光時尚秀。
第29集在小鳴一行人去北海道修學旅行時，當「Prism Stone」的臨時店長與音羽和若菜經營商店。
第32集挑戰五連跳但最後以失敗收場。
第38集與小鳴成為一組並跳出雙人跳躍。
第42集成功與小鳴跳出五連跳。並發動豔麗之羽 輝煌風格（セクシーフェザー ブリリアントスタイル）。
第48集成功完成七連跳，並發動豔麗之羽 白金風格 （セクシーフェザー プラチナスタイル），讓賽席妮進化到最終型態，成功超越天羽純音。
第50集最終勝出跨越彩虹大賽，成為星光天后。
最後在第51集成為薔薇學園的星光舞者的領導者引導其他新的女子星光舞者。
星光跳躍
- 艷麗光點（Sexy Splash）『セクシースプラッシュ』

使用於本劇第十三、十七、二十、二十六、三十二、四十八集。
- 熱情百萬薔薇（Jonetsu No Million Rose）『情熱のミリオンローズ』

使用於本劇第十三、十七、二十、二十六、三十二、四十八集。
- 夢幻萬花鏡（Mugen Kaleidoscope）『夢幻カレイドスコープ』

使用於本劇第十三、十七、二十、二十六、三十二、四十八集。
- 夢幻星光鳳凰 （Mugen Prism Phoenix）『夢幻プリズムフェニックス』

使用於本劇第二十六、二十九、三十二、四十八集。
- 革命的玫瑰星雲（Kakumei No Rosette Nebula）『革命のロゼットネビュラ』

使用於本劇第四十八集。
- 審判的女王之門（Shinpan No Queen's Gate）『審判のクイーンズゲート』

首見於本劇第四十八集。
- 永久的宣誓 瓦爾基麗之心[17]（Sensei Towa No Valkyrie Heart）『宣誓永久のワルキューレハート！』

首見於本劇第四十八集。
七彩造型系列
- 七色配搭 性感系禮服 輝煌風格（セブンスコーデ セクシードレス ブリリアントスタイル）－（Lv2）

使用於本劇第二十六、二十九、三十二、三十三集。
- 七色配搭 性感系禮服 白金風格（セブンスコーデ セクシードレス プラチナスタイル）－（Lv3）

使用於本劇第四十八集。
小鳥遊音羽（Takanashi Otoha，配音員：後藤沙緒里（日本）；蕭秀玲（台灣）；林元春、劉惠雲（代配）（香港））
代表顏色：  黄色
有着金色頭髮的14歲少女，就讀初中二年級。1999年9月15日出生，處女座，血型O型。
屬於「薔薇學園」（エーデルローズ）所培育出來的星光舞者，與貝露以及若菜屬於同期學生。
形象品牌是「Feminine」，變身成「Nature Jumper（自然躍者）」。。
聽音樂就能感受到聲音的「香味」。性格優雅、細心良善，看上去還有點天真。有著正統少女的興趣，喜歡那些可愛的物品或好像由童話而來的夢幻物品。會自己設計星光時尚秀的表演服裝。
口頭禪是「對不起！對不起！」和「好夢幻~（Märchen~）」。小名是「小音（おと）」（貝兒以此作稱呼）。
雖然有坦率、寬宏大量的一面卻十分膽小。非常在意別人的面色，害怕說出自己的想法而惹怒對方，而且稍微得罪對方會立即道歉。後來受到小糸的鼓勵下終於有勇氣大聲說出自己的看法。為人謙遜也很擅長於照顧身邊的人。
在「薔薇學園」入學考試時忘記帶鞋類的Prism Stone，後來貝兒送她「黑色絲帶舞鞋」（ブラックリボン パンプス （页面存档备份，存于））的Prism Stone，並受到紅月的鼓勵「我們都要竭盡全力」。在入學之後與貝兒和若菜成為長期練習的夥伴，而且對貝兒很十分忠心，亦成為「芭爾玫瑰」的前身 －「薔薇學園 Team S」。
早期作為貝兒的侍女一樣，為貝兒她做泡茶的準備及至日程的管理並盡心對待她。如果有人與自己爭論貝兒這話題的話，就會浮起眼淚反駁與表白「對貝兒的心不會輸給任何人」很衷心钦佩於她。
看起來一無事處，可是表現星光時尚秀的時候十分認真，曾說過星光時尚秀是她唯一擅長的事情。在星光時尚秀方面無論是誰，只要對方表演出色的話，都會毫不吝啬地稱讚對方。
自知自己有容易忘記的性質，所以隨身攜帶活頁記事本，什麼事都記錄在當中。
特技是「泡茶」，紅茶造詣甚高，對茶葉與茶具的知識豐富，而且調茶的準確度良好，熟練並精通紅茶的泡沏方法。
十分崇拜天羽純音。對小糸有好感並視小糸為自己的王子。
第11集跟貝兒和若菜參加夢幻大賽跟小糸決鬥。在聯賽的第一回合被指出舞台上活潑的樣子不像平日懦弱的自己，最後跳出二連跳並以大幅度之差打敗小糸。
第15集因夢幻大賽得到很多低年級的後輩們的羨慕而被貝兒所妒忌，因此被貝兒給趕出「薔薇學園」。後來在「Prism Stone」得到小鳴們的收留。期間貝貝兒十分敵視自己出入「Prism Stone」，因此小鳴便提議舉辦「茶會」的活動並決定由她負責創作。「Prism Stone」接受自己的創作草稿，更決定由小糸和她作為表演的主角。在表演後因無意的錯誤被貝兒給完全驅逐。
第17集投靠「Prism Stone」不久後卻仍仰慕貝兒。透過若菜得知到貝兒生病的消息決定回「薔薇學園」照顧抱病的她。
第21集受到小糸的鼓勵下對貝兒大聲說出想回歸「薔薇學園」，得到第二次試鏡的機會。因為能夠對貝兒說出自己的想法成功表演星光演唱會（Prism Live），發動優雅之羽（フェミニンフェザー）並完成三連跳。最後成功與貝兒和好返回「Edel Rose Team S」。
第23集回歸「薔薇學園」後，對若菜突然變回以前和善、充滿人情味感到欣喜。
第25集和若菜一起到機場挽留貝兒成功後，與貝兒以及若菜組成「貝兒玫瑰」三人組合參加比賽。
第29集在小鳴一行人去北海道修學旅行時當上「Prism Stone」的臨時店員與貝兒和若菜經營商店，首次讓菲米妮成功進化。
第37集與小糸成為一組並跳出雙人跳躍。
第41集成功與小糸完成四連跳，並發動優雅之羽 輝煌風格（フェミニンフェザー ブリリアントスタイル）。
第46集成功完成五連跳，並發動優雅之羽 白金風格（フェミニンフェザー プラチナスタイル），讓菲米妮進化到最終型態。
第51集與貝兒、若菜一起訓練其他星光舞者。
星光跳躍
- 優雅光點（Feminine Splash）『フェミニンスプラッシュ』

使用於本劇第十一、十五、二十一、二十五、四十六集。
- 我的童話夢幻城市（Watashi no Marchen Dreamin' City）『私のメルヘンドリームシティ』

使用於本劇第十一、二十一、四十六集。
- 我的夢幻童話下午茶（Watashi no Marchen Tea Party）『私のメルヘン ティーパーティー』

使用於本劇第十一、二十一、四十六集。
- 帽子戲法之星（Hat trickster）『ハットトリックスター』

首見於四十六集。
- 闪亮转台（Kira Kira Turntable）『キラキラターンテーブル』

首見於四十六集。
七彩造型系列
- 七色配搭 優雅系禮服（セブンスコーデ フェミニンドレス）－（Lv1）

使用於本劇第二十一集。
- 七色配搭 優雅系禮服 輝煌風格（セブンスコーデ フェミニンドレス ブリリアントスタイル）－（Lv2）

使用於本劇第二十九、三十二、三十三、四十六集。
- 七色配搭 優雅系禮服 白金風格（セブンスコーデ フェミニンドレス プラチナスタイル）－（Lv3）

使用於本劇第四十六集。
森園若菜（Morizono Wakana，配音員：內田真禮（日本）；鄭可欣（台灣）；梁少霞（香港））
代表顏色：  緑色
有着綠色頭髮的14歲少女，就讀初中二年級。1999年6月5日出生，雙子座，血型AB型。
形象品牌是「Ethnic」，變身成「Air Jumper（空氣躍者）」。。
聽音樂就能感受到聲音的「風向」。個性有點調皮、吵鬧、異國風格。雖然性格坦率，卻持嘲諷的態度去面對事情，而被一月指出說話不誠實的問題。相比之下，幼年時候的性格卻是害羞、懦弱、並畏縮不前的。
語尾是「喵～」。
因為受到貝露的邀請，所以一起參加「薔薇學園」（エーデルローズ）的考試。在入學考試中，在學院排名第二，也是具有實力之人。
以無時無刻都不會無聊為理由，總是在貝露旁邊。但事實是她在小學時因測驗之事跟貝露成為朋友。平時常借貝露的生氣去嘲弄音羽。開始時對「Prism Stone」的有關人等都持有反感心態。
只要想到有興趣或愛好的事物，就不在乎搗亂或麻煩，那些行為是用來遮掩自己內心的不安和寂寞。
討厭認真的人。
對一月有好感，小時候曾與小杏、一月讀同一間小學。但因當時常常轉校和文靜的性格而並不多朋友。
特技是使用Prism Stone占卜。
第8集發現小杏的「My Song」是自己之前原用的歌曲因此事與她發生爭執。
第11集跟貝露和音羽參加夢幻大賽。
第12集跟小杏決鬥因為害怕失敗而沒有挑戰三連跳並以二連跳勝出。
第16集受到一月的開解，明白「Freedom」，挑戰三連跳成功。
第23集因小學四年級與小杏在星光時尚秀的主演上有誤解到現今一直耿耿於懷。知道自己誤會小杏與她和解。以感謝小杏的心而順利跳出星光演唱會（Prism Live），並發動民族之羽（エスニックフェザー）。
第25集和音羽一起到機場挽留貝兒成功後，與貝兒以及若菜組成「貝兒玫瑰」三人組合參加比賽。
第29集在小鳴一行人去北海道修學旅行時當上「Prism Stone」的臨時店員與貝露和音羽經營商店，首次讓艾絲妮成功進化。
第33集要求家人來看自己的星光時尚秀。
第36集與小杏成為一組並跳出雙人跳躍，獲得母親的答應可以繼續表演星光時尚秀，不用跟爸爸去新加坡。
第40集成功與小杏完成四連跳，並發動民族之羽 輝煌風格（エスニックフェザー ブリリアントスタイル）。
第48集成功完成六連跳，並發動民族之羽 白金風格（エスニックフェザー プラチナスタイル），讓艾絲妮進化到最終型態。挑戰七連跳以失敗收場。
第51集與貝露、音羽一起訓練其他星光舞者，並與小杏一起跟一月告白。
星光跳躍
- 民族風光點（Ethnic Splash）『エスニックスプラッシュ』

使用於本劇第十二、十六、二十四、二十五、三十三、四十八集。
- 覺醒之百花華爾茲（Mezame Flower Waltz）『目覚めフラワーワルツ』

使用於本劇第十二、十六、二十三、二十四、四十八集。
- 鮮果飛躍（Fresh Fruits Basket）『フレッシュフルーツバスケット』

使用於本劇第十六、二十三、二十四、四十八集。
- 心心光點（Heartful Splash）『ハートフルスプラッシュ』

使用於本劇第二十三集。
- 漫天飛舞的戀愛花瓣（Hira hira hiraku Koi no Hana）『ヒラヒラヒラクこいのはな』

首見於本劇第四十八集。
- 心跳回憶繽紛落葉（Tokimeki Memory Leaf）『ときめきメモリーリーフ』

首見於本劇第四十八集。
- 觉醒之绽放我心花（Kakusei Open My Flower）『覚醒オープンマイフラワー』

使用於本劇第四十八集。
七彩造型系列
- 七色搭配 民風系禮服（セブンスコーデ エスニッドレス）－（Lv1）

使用於本劇第二十三、二十四集。
- 七色搭配 民風系禮服 輝煌風格（セブンスコーデ エスニッドレス ブリリアントスタイル）－（Lv2）

使用於本劇第二十九、三十二、三十三集。
- 七色搭配 民風系禮服 白金風格（セブンスコーデ エスニッドレス ブリリアントスタイル）－（Lv3）

使用於本劇第四十八集。

## 星光世界
星光世界（プリズムワールド）是一個異空間的衣服樂園，連繫著不同的平行世界。除了幸運夥伴們與星光使者，其他任何人士都無法進入的世界。星光世界主要有兩大出入口，允許幸運夥伴進入的更衣機台（星光使者無法進入），另一個是晚上由七人演奏會以閃耀的星光所締造而成的滿月通道（星光使者唯一返回星光世界的通道）。
傳遞星光的男女使者分別有著同一模樣的外表和名字（以鈴音的女孩外表、小曲的女性外表和閃音的男孩外表為標準，一律以系統名稱為他們的名字，即凜音和閃音），他們不會長大、不會年老與死亡，有著永恆的生命。星光使者以傳遞閃耀的星光引導著星光舞者為使命而存在。每位星光使者降臨不同的人類世界時會改變外貌和姓名，甚至性別，只有在更換表演衣服時或特殊情況下才能短暫回復原貌。每一個世界一般不會有多於一位星光使者存在。(純音本為已經完成使命的使者，但因她拒絕回歸星光世界，導致星光系統遭到破壞而令凜音意外墜落在此世界，才會出現同時有兩位星光使者在同一世界的特例;也因這世界的星光逐漸衰退令鈴音無法改變外貌)他們都有著與星光世界連繫的「終極彩虹之羽」（ファイナルレインボーフェザー），亦只有發動此羽翼才能返回星光世界（純音曾為了不想離開因而折斷此羽翼）。另外星光使者禁止在人類世界當眾表演星光時尚秀或私鬥也禁止與人類相戀；每次星光使者從人間返回星光世界後記憶將被重置。在新未被驅逐出星光世界前，星光系統也設有男性的星光使者。然而由於千年前，「閃音」擅自在大眾面前表演及與鈴音互相戀愛，加上大量星光使者們皆因為戀愛問題而違背星光世界的規則，被系統判斷為必須糾正的錯誤後，所以取消男性星光使者，也規定同一個世界只能派出一位使者到訪。幸運夥伴也傾向鼓勵女性星光使者向同為女性的星光舞者們傳遞光芒，避免發生感情糾紛的問題。
星光女神（Prism No Megami，配音員：桑島法子（日本）；陸惠玲（香港））
掌管星光世界的女神，系統管理員之一，有著前季神崎曲的模樣。(實際上，小曲就是女性星光使者中的其中一個系統)
在星光世界地位最高，擁有至高無上的能力。曾以附身於女神雕像的形式降臨人間，也在《星光少男》中於舉行星光天王杯期間，在速水廣的星光時尚秀中降臨，為他加冕成為星光天王。
荊鈴音（Ibara Rinne，配音員：佐倉綾音（日本）；鄭可欣（台灣）；成瑤孆（香港））14、15歲的樣子，是一個沒有記憶的藍髮少女。於第1集奈露的星光演唱會中表示，聽到了「彩虹之音樂」的存在，而突然出現在小鳴面前，謎一般的少女。
形象品牌是「Star」，變身成「Wave Jumper（波動躍者）」。
沒有表情，也沒有感情，言詞也非常簡短，但多是抽象性短語。
雖然平日沒表情，不過在星光時尚秀時，可做出可愛的、時尚的、酷炫的、民族風格的、性感的或淑女性格等不同風格的形象，表情亦充滿光芒。
輕鬆地跳出四連跳，是繼純音以後第二個跳出四連跳的人，能展示卓越技巧的最終星光舞者。
為了掩飾身份來歷，荊千里曾禁止她在別人面前表演Prism Show，但她多數不理會，一不留神就會亂跑，之後獲准住在奈露的家（第14集），並可以上學（第23集）。
動畫中有諸多描述她突然出現在某些高處，不打開門就能進入房間，在雨中表演Prism Show等超能力之事。
能夠感覺到別人內心的感受，曾為貝兒的表演感到孤單而落淚。
喜歡的食物是熱牛奶（因為受到奈露的習慣）和羊肉火鍋（30集去北海道時）。平時會模仿別人的說話和動作（第14集模仿奈露的貓藍藍）。
第1集在奈露表演星光演唱會（Prism Live）的期間，跳出四連跳，並在最後的跳躍發動了「明星之羽」（スターフェザー）。
第6集參加「薔薇學園」第60回華京祭Miss華京院比賽，得到第一名。
第9集以「My Song」演出，並被証明她的四連跳並非特效。
第14集揭示她其實是來自星光世界的使者，過去一直努力於傳遞閃耀的星光，亦曾引領星光舞者完成傳說中的星光跳躍和究極的星光舞台劇，似乎是在傳遞新的光芒－星光演奏會時發生意外失去記憶來到人間世界。
第39集與純音組成拍擋。在電視發表會輕易跳出五連跳並發動彩虹之羽（レインボーフェザー），但奈露感覺不到自己的快樂。與純音將在冬季白雪大會（Winter White Session Tournament）以雙人姿態演出。
第43集與純音以兩人組合，在冬季白雪大賽（Winter White Session Tournament）中獲得冠軍，並且恢復了記憶，重新回到了Prism Stone，丝丹也捨純音而去留在自己身邊，也因為恢復記憶而短暫昏過去。
第44集醒來之後齊集小鳴一行人到Prism Stone並且把七隻幸運伙伴結合成孔雀老師，拜託奈露及貝露等人拯救正在崩潰的星光世界，要在跨越彩虹大賽（Over The Rainbow Session Tournament）中把幸運夥伴進化到最終的白金形態。
第49集明白純音的決意，讓丝丹返回純音身邊進行表演。因為心受純音的愛所感動，犧牲自己與七色閃耀星光來挽救臨近消失的純音，最後帶來七色閃耀星光消失的結果；自身則與純音合二為一化為一體。
第50集因七色閃耀星光再次點燃而有足夠力量脫離純音的身體，進行打開滿月通道的最後Prism Show與小鳴一行人分別。發動「終極彩虹之羽」（ファイナルレインボーフェザー）離開奈露身處的人類世界重返星光世界。
第51集由丝丹陪伴繼續為不同的世界傳遞星光，雖然記憶被重置，但還記得奈露的口頭禪「快樂開心～！」（Happy Naru～！）。
在《星光少男》的結局中，成為新的星光女神(即星光世界的系統管理員之一)並打破過去規定的同時派出三位星光使者到同一個世界傳遞星光。
星光跳躍
- 閃亮光點（Star Splash）『スタースプラッシュ』

使用於本劇第一、四、九、三十九集。
- 星光流星雨（Star Dust Shower）『スターダストシャワー』

使用於本劇第一、四、九、三十九、四十三集。
- 金色星光魔法（Golden Star Magic）『ゴールデンスターマジック』

使用於本劇第一、四、九、三十九、四十三集。
- 展翅飛翔 彩虹尾翼（Habataki Rainbow Tail）『はばたき レインボーテール』

使用於本劇第一、四、九、三十九、四十三集。
- 星光閃耀 明日之星（Kirameki Future Star）『きらめきフューチャースタア』

使用於本劇第三十九、四十三集。
- 啟程吧 月夜彩虹天國之旅（Tabidachi No Luna Rainbow Heaven）『旅立ちのルナレインボーヘブン』

使用於本劇第五十集。
七彩造型系列
- 七彩造型 明星系禮服 輝煌風格（セブンスコーデ スタードレス ブリリアントスタイル）－（Lv2）

使用於本劇第三十四集。
- 七彩造型 光芒四射 彩虹系禮服（セブンスコーデ　レディアント　レインボードレス）

使用於本劇第五十集。
天羽純音（Amou June，配音員：宍戶留美（日本）；謝佼娟（台灣）；詹健兒（香港））
18歲的樣子，是第一個跳出四連跳的天才星光舞者，大家崇拜的對象。
形象品牌是「Star／Dear Crown」，變身成「Melody Jumper（旋律躍者）」。
口頭禪是「願閃耀的星光與你同在」（プリズムのきらめきをあなたに）。
原是星光使者，因為被冰室聖的表演吸引而來到人間，並且以對方的母親──冰室瑪利亞的模樣為原型改變自己的樣貌。
與冰室聖邂逅之後，面對聖因受到仁的陷害而失去舞者生涯，這間接成為想要跳出四連跳的原因之一。而且因為自責而使遲遲不回星光世界想繼續留在聖的身邊幫助他實現夢想。
在不知不覺間對聖產生鍾情，為了與身為「Prism Show界協會會員」的他一起改變星光時尚界，努力地縮短兩人間的距離，入讀「薔薇學園」，並支持冰室聖成為協會會長。
後來成為「星光時尚界」中最年輕的「星光天后」，勝出時僅有13歲。因而被稱為「星光時尚界」最高的星光舞者，更成為「Dear Crown」的代言人。成為「星光天后」在仁就任主管的同時便退學，自此讓仁將自己視為背叛者。
在企鵝老師所給予最後限期返回星光世界前主動折斷「終極彩虹之羽」（ファイナルレインボーフェザー）的右翼導致星光世界的崩壞。卻獲得孔雀老師所分裂而成的丝丹。自此之後便使用由折斷的終極彩虹之羽所演變而成的「黑夜夢幻之羽」（ナイトドリームフェザー）。
不常對外露面或參加比賽。事實上是因為星光世界的規限以及「黑夜夢幻之羽」（ナイトドリームフェザー）吸收使用者的生命的原因而減少表演星光時尚秀，避免過到極限而消失。雖然如此，但每逢復活節都會親自策劃「Dear Crown」活動與表演。
第28集Prism Show界因為星光演唱會的出現而受到改革，所以宣布將會回歸，並於下次的表演中演出星光演唱會以及跳出難度更高的五連跳。
第32集在所預備的舞台，完美演出星光演奏會（Prism Live），並跳出五連跳和發動黑夜夢幻之羽（ナイトドリームフェザー）。表演完結後感染所有觀眾，讓所有人不自覺地流下眼淚。
第39集與凜音成為一組出賽冬季白雪大會（Winter White Session Tournament），實際上是與凜音進行決鬥的約定。
第43集與凜音組成兩人組合，在白色冬季比賽中獲得冠軍。後來在丝丹在比賽后到凜音的身邊。其實本來的模樣與凜音相同是傳遞閃耀星光的使者。在比賽過後力量已快到達極限，雙手出現消失的光塊。
第44集對聖的感情猶豫不決並希望得到聖的注意。之後因為與聖的醜聞帶來的麻煩而被聖否認戀情而讓絕望加快自身力量的消失。
第49集決意即使消失也要為冰室聖獻上最後的Prism Show。雖然成功完成七連跳，但七連跳後因自身的力量用盡而導致黑夜夢幻之羽（ナイトドリームフェザー）消失並墜落，最後凜音以自己的形態與她結合並犧牲閃耀星光才能讓自己能過活下去。
第50集代替凜音進行最後的演奏會再次讓七色閃耀星光結合。在凜音脫離自己身體後，原本打算與凜音一同返回星光世界。此時星光女神的出現詢問自己是否願意捨棄星光使者的身份繼續留在人類世界生活。最後接受星光女神的條件並付出以後無法演出星光時尚秀，同時失去永生、記憶與（星光使者的）外表的代價，以人類的身份留在人間。
第51集與聖成為真正的戀人幸福地生活下去。
星光跳躍
- 閃亮光點（Star Splash）『スタースプラッシュ』

使用於本劇第三十二、四十九集。
- 天使之吻（Angel Kiss）『エンジェルキス』

使用於本劇第三十二、四十三、四十九集。
- 極光騰躍（Aurora Rising）『オーロラライジング』

使用於本劇第三十二、四十三、四十九集。
- 無限擁抱 永恆無盡（Mugen Hug Eternal）『ムゲンハグエターナル』

使用於本劇第三十二、四十三、四十九集。
- 愛的交響曲 天使之戀（Ai No Symphony L'amour・De・Ange[26]）『愛のシンフォニ ラムール・ド・ランジュ』

使用於本劇第三十二、四十三、四十九集。
- 皇帝演舞（Koutei Enbu）『皇帝演舞[27]』

首見於本劇第四十九集。
- 爱的燃烧 火焰之恋（Ai No Honoo La Flamme D'aMOur[26]）『愛の炎 ラ フラム ダ ムール』

首見於本劇第四十九集，始創者為冰室聖的母親冰室瑪莉亞。
七彩造型系列
- 七彩造型 明星系禮服 白金風格（セブンスコーデ スタードレス プラチナスタイル）－（Lv3）

使用於本劇第五十集。
皮可庫（Peacock Sensei，配音員：不明（日本）；莊汶錡（台灣）；吳羡婷（香港））
凜音的老師，凜音叫他「皮可庫」（孔雀的英文），在凜音來到人間後便失散多時。
顏色為白色，背部長有像孔雀那樣的羽毛。
能夠說人類的語言，語尾是「Ja」（ジャ）。
登場於第1集開頭。因純音折斷終極彩虹之羽而被逼分裂成七隻幸運夥伴。
第45集再次短暫結合，第50集帶同凛音返回星光世界。51話給與桃子一個時尚證明書，並且折斷一根羽毛並化分成七隻幸運夥伴讓他們到人間陪伴小鳴一行人。
企鵝老師（Penguin Sensei，配音員：三宅健太（日本）；宋克軍（台灣）；招世亮（香港））
純音的老師。
顏色為綠色，頭帶藍色假髮。
能夠說人類的語言，說話帶點娘娘腔的。
喜歡山田先生。
第46集登場，與前兩季的是同一位企鵝老師。第51集送往吉祥物地獄。
赤井小姐（Akai San，配音員：伊藤加奈惠（日本）；傅其慧（台灣）；黃瑩瑩（香港））
在星光空間（Prism Room）中出現的女性，會將稜石（Prism Stone）轉化為舞台裝，第三季變為短髮。

## 幸運夥伴
是一種有著企鵝外表的幼鳥狀態。登場時還處於蛋狀狀態，當遇到合適的夥伴時就會孵化。在衣服配搭時可化為Prism Stone（Charm Stone）。每一隻幸運夥伴都能夠在星光演唱會（Prism Live）時變成獨特的樂器。如果無法在家中飼養則可以把幸運夥伴留在星光智慧型手機裏保存。大部份幸運夥伴都不會在人類世界說人類語言。會依人類夥伴的星光強度而進化，進化共分成兩次：第一次進化為輝煌形態，幸運夥伴會長出頭髮；第二次是白金形態，亦是最終進化形態，幸運夥伴會穿上衣服。
七隻幸運夥伴原是孔雀老師皮可庫分裂而誕生的，第50集再次結合為一帶凜音返回星光世界。在桃子的設計得到證書時，皮可庫拔除身後的一條孔雀羽毛再次化作七隻幸運夥伴，允許他們留在人間陪伴小鳴一行人的身邊。
拉芙鈴（Lovelyn，配音員：Enapou（日本）；陳皓宜（香港））
女性，小鳴的夥伴，常與小鳴在一起。與小鳴一樣是個和善、悠閒自在的性格。
顏色為粉紅色，頭上穿戴小圓帽。
除了「Love」和「Lovelyn」等話，不會說其他語言。
在表演星光演唱會（Prism Live）時，會化作「Prism Rainbow Guitar」。
會化作甜蜜可愛類的Prism Stone（Lovely Charm Stone）。
第42集成功進化到最終的白金形態。
波寶（Poppun，配音員：原紗友里（日本）；凌晞 （香港））
女性，小杏的夥伴，常與小杏在一起。與小杏一樣是個淘氣、充滿活力的性格。
顏色為藍色，頭上穿戴太陽帽。
除了「Pop」和「Poppun」等話，不會說其他語言。
喜歡吃小杏的手制曲奇餅；討厭被別人說是豬。
在表演星光演唱會（Prism Live）時，會化作「Prism Rainbow Drumsticks」。
會化作時尚流行類的Prism Stone（Pop Charm Stone）。
第46集成功進化到最終的白金形態。
庫倫（Kurun，配音員：山本希望（日本）；何晶晶 （香港））
女性，小糸的夥伴，常與小糸在一起。雖然個性冷酷卻是個愛哭鬼。對大多數成年成員充滿冷感。
顏色為紫色，頭上穿戴羽毛帽。
除了「Cool」和「Kurun」等話，不會說其他語言。
在表演星光演唱會（Prism Live）時，會化作「Prism Rainbow Keyboard」。
會化作酷炫個性類的Prism Stone（Cool Charm Stone）。
第47集成功進化到最終的白金形態。
賽席妮（Seshini，配音員：山本希望（日本）；林芷筠 （香港））
女性，貝兒的夥伴，常與貝兒在一起。
顏色為桃紅色，手臂上有粉紫色的絲帶結。
除了「Sexy」和「Seshini」等話，不會說其他語言。
在表演星光演唱會（Prism Live）時，會化作「Prism Rainbow Violin」。
會化作豔麗性感類的Prism Stone（Sexy Charm Stone）。
第48集成功進化到最終的白金形態。
菲米妮（Femini，配音員：原紗友里（日本）；陳琴雲 （香港））
女性，音羽的夥伴，常與音羽在一起。與音羽一樣充滿童話色彩，但同樣膽小怕事的性格。
顏色為黃色，頭上有桃紅色的蝴蝶結。
除了「Femi」和「Femini」等話，不會說其他語言。
在表演星光演唱會（Prism Live）時，會化作「Prism Rainbow Saxophone」。
會化作優雅淑女類的Prism Stone（Feminine Charm Stone）。
第46集成功進化到最終的白金形態。
艾絲妮（Ethni，配音員：Enapou（日本）；廖杏茵 （香港））
女性，若菜的夥伴，常與若菜在一起。
顏色為綠色，頭上有粉紅色的櫻花頭巾。
除了「Esu」和「Esuni」等話，不會說其他語言。
在表演星光演唱會（Prism Live）時，會化作「Prism Rainbow Mallets」（Xylophone's Sticks）。
會化作異國風情類的Prism Stone（Ethnic Charm Stone）。
第48集成功進化到最終的白金形態。
丝丹（Sutan，配音員：伊藤加奈惠（日本）；何寶珊 （香港））
女性，純音和凜音的共同夥伴，常與純音在一起。但在第43集於純音和凜音比賽後，陪伴在凜音的身旁。
顏色為白色，頭上有星型髮夾。
除了「Star」和「Sutan」等話，不會說其他語言,但在第51集說過「鈴音」二字。
在表演星光演唱會（Prism Live）時，會化作「Prism Rainbow Baton」和「Prism Rainbow Guitar」。
會化作閃亮明星類的Prism Stone（Star Charm Stone）。
第49集成功進化到最終的白金形態。

## Over The Rainbow
第51集組成的三人組合。隊名源自幸司的已故父親丈幸遺留的吊墜上所刻寫的「Over The Rainbow」，成員是神濱幸司、速水廣與仁科一月。主題曲是「Athletic core」。
神濱幸司（Mihama Koji，配音員：柿原徹也（日本）；張裕東、陳琴雲（童年）（香港））
香港原譯作「神濱宏次」，但經觀眾反映角色名字翻譯有誤，及時在播出前作出修正。
1月14日出生，摩羯座。「薔薇學園」的學生，曾與速水廣是搭檔和好朋友。
在幸司得知其作給廣的出道曲，被廣謊稱由自己作曲後因而休學一年並經常於公園表演。
在之前亦是一名星光舞者，但因為作曲興趣而改為負責作曲。因為太有作曲天份而被「薔薇學園」所認可，成為「薔薇學園」的學生。
在入讀「薔薇學園」後，性格變得有所抑壓。
被貝兒、音羽及若菜稱呼為「神濱」。
曾覺得自己的歌曲會帶來不幸，所以常留在家中亦不再作曲。
第5集，受到小鳴的打動，為小鳴作曲。
第8集，因為小糸一針見血的評價，讓他決定出面與廣交涉並贏回小杏「My Song」的擁有權。
第18集，知道阿廣想利用小糸得到自己的歌曲，來到小糸家試圖阻止她不要為其作曲卻被拒絕，於是在小糸要把她作的曲子交給阿廣時，拿走小糸的樂譜，並將自己的「Pride」樂譜轉讓給阿廣，使小糸無法接受他的作為。
第19集，跟小糸訴說他和阿廣在「薔薇學園」出道的往事，也揭露阿廣不想要小糸歌曲的事實，在小糸因此神傷之時，明確表示自己想保護小糸歌曲的決心。
第26集，表明自己喜歡小糸時親吻她然後成為情侶。
第28集，在手機通話中，直呼小糸本名，改掉以往的稱呼「Cross」，並在隔天中途停止公園的演出，跟一月到「Dear Crown」觀看「Happy Rain」的表演。
第31集，在一月和阿廣的對決前，為一月親自作曲。在作曲時想起與廣以前的回憶，並趕在對決前將曲交予一月，且要求他讓自己看一場自由的表演。
第37集，在小糸得知自己父親是令自己的父親發生意外車禍意外過世的人後在小糸的要求下與她分手。
第41集，主動請求涼野弦講述有關自己的父親詳細經歷後並表明不會因此放棄與小糸的交往。
第44集，與一月提及與廣的往事。
第45集，在廣的邀請下與一月出席廣的演唱會，並在廣向眾人坦白一切後與他和好。
最後在第51集正式復學並與廣、一月組成三人組合，並以父親丈幸留給自己的吊墜將組合名為「Over The Rainbow」。及後也有參與小糸的家庭樂隊活動。
速水廣（Hayami Hiro，配音員：前野智昭（日本）；周良鴻（香港）；李文瀚（本篇）→蘇振威（群星閃耀）（台灣））
10月10日出生，天秤座。「薔薇學園」的學生，剛出道的男子星光舞者，十分受到女生歡迎。一直居住在母亲的舊房子不肯搬出，期待其離家出走的母亲歸來，對小鳴和芭爾存有好感。
在Prism Show上，無論溜冰、跳舞和唱歌也十分出色。
第8集代表若菜與代表小杏的一月以Prism Show進行決鬥，以此決定「My Song」的擁有權。
第18集正式在Dear Crown出道，並向粉絲謊稱其出道曲「Pridm」是自作曲。實為當初法月仁以幸司和他一起出道為交换條件，逼他向傳媒撒谎，繼而令幸司與他分道扬镳。
第31集提及在小時候因出身單親家庭，家裏貧窮而沒法發揮所長，在一次偶然機會下被皇給賞識並免費進入「薔薇學園」及償還其母亲欠下的巨额债务。與一月鬥奪用地時從表演中憶起以往對幸司的承諾感到迷惘放棄爭奪用地。
第39集中對未能發揮自己所長的幸司和一月感到厭惡並認為他們埋沒自己的天份。
第42集中對一月認為自己是羨慕他們的猜測感到憤怒，並認為因滿分而沒有入讀「薔薇學園」的一月是埋沒他的天分，及後對失去拉芙鈴的小鳴作出安慰和鼓勵。
第44集煩惱被仁控制的貝兒並與一月對話。
第45集主動向粉絲說出真相，並道出仁在背後操控一切的真相與幸司和好。
最後在第51集與貝兒同樣成為薔薇學園的星光舞者的領導者引導其他新的男子星光舞者，並與幸司、一月組成三人組合「Over The Rainbow」。最後與母親團聚。
星光跳躍
- 熱情！熱風！星光之吻（Jonetsu! Neppu! Starlight Kiss）『情熱！熱風！スターライトキッス！』

使用於本劇第八、十八、四十五集。
- 閃亮光點（Star Splash）『スタースプラッシュ』

使用於本劇第十八集。
- 絕對偶像 愛・N・G（Zettai Idol Ai・N・G）『絶対アイドル 愛・N・G』

使用於本劇第十八、三十一集。
- 閃電光點（Lightning Splash）『ライトニングスプラッシュ』

首見於本劇第四十五集。
- 閃耀螺旋（Shining Spiral）『シャイニングスパイラル』

首見於本劇第四十五集。
- 星光快車（Starlight Express）『スターライトエクスプレス』

首見於本劇第四十五集。
仁科一月（Nishina Kazuki，配音員：增田俊樹（日本）；林筠翔（香港）；莊汶錡（台灣））
幸司自小認識的朋友，是小杏和若菜的前輩。「看板屋」的兒子。
小時候是黑髮，長大後因仰慕黑川冷而染成白髮。
因為和幸司童年時，一起就讀舞蹈學校，所以擅長舞蹈和用滑板。小時候在學校已經是個極愛惹麻煩的人，雖然與幸司的性格相反，是個不易服輸的人，但和幸司是很好的朋友。
知道幸司離開「薔薇學園」，並得知他與廣的事情，對「薔薇學園」標榜的精英主義極為反感。在幸司離開後給大量他自己作曲的樂譜。然所以其中一份樂譜 －「Sweet time Cooking Magic」轉交給小杏。
對小杏以可愛的後輩作稱呼。而且遇到困難時會成為首先被依靠的對象；對小杏的信任度十分高。小杏曾說過他照顧別人不夠徹底。
無論是初認識還是舊相識，對所有認識朋友都十分重視，對杏有好感。
第8集因為「薔薇學園」也擁有小杏「My Song」的版權，所以代表小杏與廣以Prism Show決鬥，但因之前為救小朋友造成腳傷而輸掉對決。不過廣曾作出約定，只要幸司出現唱歌就可讓出歌曲，最後結果是小杏的「My Song」可繼續使用。
第12集在夢想大會會場以燒餅和特大橫幅為小杏打氣。
第16集對若菜判評大家一起完成的祭典感到非常不滿，跟若菜進行射擊對決。不過看到若菜的樣子後忘記憤怒反而鼓勵她。
第23集憶起以前曾認識若菜的模糊印象，發現他是小學Prism Show Club的後輩。為消除若菜和小杏的誤會，盡力翻查舊記錄，成功使若菜和小杏和好。和解後，拍下記念照片，並以「半斤八两」作為他們兩人競爭的評價。
第31集因為得知薔薇學園的人霸佔著練習街頭Prism Show的場地，因此再一次遇上廣。廣提出如果想讓薔薇學園的人道歉就要和他再一次決勝負，如果一月勝出，薔薇學園就要向他們道歉；如果廣獲勝那幸司就要為他作一首曲。最後因爲幸司出現並為一月送上歌曲令廣深受打擊，在對決中以廣尚未表演下由一月勝出。
第42集中從廣的話語中發現他對幸司和自己的羨慕，並猜測他可能是向幸司求救。
第44集與廣的對話中提及自己在滿分的情況下都沒有進入「薔薇學園」的原因，是因為面試時仁對其偶像黑川冷說出鄙視的說話而放棄進入薔薇學園。
最後在第51集，正式入讀「薔薇學園」，並與幸司、廣組成三人組合「Over The Rainbow」出道。及後被小杏和若菜告白。
星光跳躍
- 爆裂火焰風暴 燃燒（Breaking Firestorm Burning）『ブレイキングファイヤーストーム バーニング』

使用於本劇第八集、三十一集。
- 火焰光點（Burning Splash）『バーニングスプラッシュ』

使用於本劇第二十三、三十一集。
- 熾燄之劍 披荊斬棘（Burning Sword Breaker）『バーニング ソード ブレイカー』

使用於本劇第三十一集。
三人星光跳躍
- 飛越彩虹（Over The Rainbow）『オーバー ザ レインボー』

使用於本劇第五十一集。

## Prism Stone相關人物
荊千里（Ibara Chisato，配音員：神代知衣（日本）；許雲雲（台灣）；鄭麗麗（香港））
「Prism Stone」的老闆，摩摩的人類身份，作為凜音的保護者。
當說話著急時，會在語尾加「摩 摩~」。第一人稱為「我」。
實際上摩 摩的外表是DJ Coo以機械所做的，而摩 摩只是安坐在上面。
鄭重宣佈禁止凜音在別人面前表演Prism Show。
第1集初遇小鳴的時候，對小鳴的表演完全沒興趣。當親眼看到小鳴的隱藏能力後，馬上歡迎她成為店長。
摩 摩（MoMo）
千里的真正形態。外表是粉紅色的企鵝姿態（小杏以「摩 摩河童」作稱呼）。語尾會加「摩 摩~」。當初為了掩飾來歷，就以千里工作「Partner」的身份出現，後來才向小鳴他們表明荊千里的外表其他是由DJ Coo以機械所做的姿態。另外，她是由神祕的星光空間（Prism Room）所來到人類世界的。而且，大愛吃甜點和蛋糕；為了吃甜點，形成偷小杏食物的壞習慣，而且認為因為自己是Prism Stone老闆所以偷吃甜點是應該且正當的。
原本是黑川冷的幸運夥伴。
黑川冷（Kurokawa Rei，配音員：森久保祥太郎（日本）；宋克軍（台灣）；黃啟昌（香港））
是「DJ Coo」的真正身份。
與法月仁和冰室聖為同時期的星光舞者。
因為冰室聖無法參加星光天王盃大賽及不滿法月仁的作弊行为而一同退出比賽及退居幕后。最終在法月仁再次於星光天后盃舞弊及中傷冰室聖、茱莉等人時，與荆千里一起出面指證他，繼而讓法月皇親自出面解除其一切職務及補償眾人的損失。
幸運夥伴是摩 摩。
DJ Coo（DJ Coo）
通稱「Cool先生」（クウ）。第一人稱為「Me」。
現為「Prism Stone」的經理，監督店舖的營運，以及作為Prism Show的MC，是千里的重要左右手。積極培养及指導新時代的星光舞者。
口頭禪為「cool」。
根據情況，給于小鳴不同的意見。
能使「Prism Stone」的貨車改成「Prism Show」的舞台，為摩摩打做、修理人類（荊 千里）的外表，精通维修工作。
名字來自日本樂團TRF的DJ KOO。
星光跳躍
- 輕松燃燒（EZ DO Burning）『EZ DO バーニング』

使用於本劇第四十四集。

## Dear Crown相關人物
神濱奈津子（Mihama Natsuko，配音員：米澤圓（日本）；陸惠玲（香港））
「Dear Crown」的總經理，亦是幸司的媽媽。
討厭幸司彈吉他，因為丈夫曾是涼野弦的樂隊成員之一，但丈夫已在交通意外中去世。
第28集發現幸司喜歡上涼野弦的女兒感到無比驚訝。
彩瀨鳴
第51集起為「Dear Crown」的店長兼代言人。
参照HAPPY RAIN♪。

## 薔薇學園相關人物
薔薇學園財團。
法月皇（Norizuki Kou，配音員：中尾隆聖（日本）；蕭徽勇（香港）；宋克軍（台灣））
「薔薇學園」財團理事長，法月仁和冰室聖的父親。分別開創「華京院學園」（男校）以及「羅・素莉安娜女學園」（女校），並在各地都有所屬分校，是星光時尚秀界重要人物。
第31集無意間發現廣的才能因而決定招收廣成為學生。
第45集於冰室聖卸任後當上新一任星光時尚秀協會主席，但發現自己兒子仁的所作所為後痛心疾首便大義滅親將他給掃地出門，然後向眾人跪地道歉及補償损失。
在《星光少男》時期已過世與聖的母親瑪莉亞合葬，在妻子的支持下自己財團大部分資產由法月仁繼承，導致對方截断對薔薇學園的開支及另起炉灶繼而令學園面臨倒闭的情景，後來在Bell Rose成立事務所與Over The Rainbow、薔薇學園的新校舍位於並繼續支持學院的發展而脫離危機。
法月仁（Norizuki Jin，配音員：三木真一郎（日本）；莊汶錡（台灣）；陳卓智（香港））
「薔薇學園」的管理者，以前是一位「薔薇學園」旗下的星光舞者，是理事長法月皇的兒子。實際上面熱心冷、目中無人，仗著自己是主宰的名義而為人不擇手段。在《星光少男》中披露為冰室聖同父異母的哥哥。
第31集廣提出幸司復學時拒絕，目睹一月的表演後勸廣離開並將掀起波瀾的三個學生退學。
第32集對貝兒、音羽及若菜等學生表示純音是「薔薇學園」的背叛者，提及自己在過去成為當代的星光天王，不過在比賽中發現貝兒未成功跳出五連跳時發現她的實力依舊不足。
第44集廣從和一月的對談得知一月很崇拜偶像黑川冷，原本因滿分而得以進入「薔薇學園」，但法月仁對黑川冷說出鄙視的說話後放棄。派記者拍攝冰室聖去見天羽純音的照片，藉此加以陷害兩人。
第45集雖然在廣開始表演前招供一切，也被黑川冷、荊千里揪出收買評審不讓小鳴、小杏、小糸跟純音參賽的證據卻不認罪，因而被父親法月皇給指謫與痛斥下被拔除「薔薇學園」的管理者職稱。
在星光少男再次登場，在父親過世後繼承財團及截斷對薔薇學園的開支，並利用父亲的遺產另起炉灶和掘角大部分的優秀學生，率領Schwartz Rose對抗聖所管理的薔薇學園和其名下的男子團體Over The Rainbow，服裝和造型都有更換。
冰室聖（Himuro Hijiri，配音員：關俊彥（日本）；鍾見麟、陳耀楠（代配）（香港）；宋克軍（台灣））
前Prism Show協會主席，現為新一任「薔薇學園」的管理者，以前是一位「薔薇學園」旗下的星光舞者，曾嘗試四連跳，練習時被仁的計謀下退出星光時尚秀並退居幕后，仰慕純音的星光光彩。在《星光少男》中披露為法月皇和冰室瑪莉亚的私生子，仁同父異母的弟弟。
第11集從夢想大會就知道星光演唱會（Prism Live）的存在並感到興趣。
第13集然而在計分守則裏，星光演唱會不被列為計分項目。因小鳴使用Prism Live，所以她的三連跳不被正式承認之事感到很憤怒。
第14集在互聯網看過凜音的四連跳而拜訪「Prism Stone」並且知道凜音的存在被掩飾，但為了革新星光時尚秀所以給「Prism Stone」一些援助。
第17集為著名星光舞者天羽純音尋找與他水平不相上下的對手，期待星光時尚秀的未來會有所改變。
第19集繼夢想大會後開展天天心動大賽並邀請「Prism Stone」三人參加大會。
第45集因被仁派來的記者拍照到自己拿一束花探望純音的醜聞帶來的壓力下引咎辭職。
第49集向純音表達自己的愛。
第51集當上新一任「薔薇學園」的管理者，與純音成為真正的戀人幸福地生活下去。
星光跳躍
- 閃電光點（Lightning Splash）『ライトニングスプラッシュ』

首見於本劇第三十二集。
- 閃耀螺旋（Shining Spiral）『シャイニングスパイラル』

首見於本劇第三十二集。
- 星光快車（Starlight Express）『スターライトエクスプレス』

首見於本劇第三十二集。

### 華京院學園
華京院學園是薔薇學園男校。在《星光少男》中面臨倒閉危机，後來在Bell Rose成立事務所與Over The Rainbow、薔薇學園的新校舍位於並繼續支持學院的發展而脫離危機。
神濱幸司
参照OverTheRainbow。
速水廣
参照OverTheRainbow。
仁科一月
参照OverTheRainbow。
田中先生（Tanaka San，配音員：三宅健太（日本）；馮志輝（香港））
就讀學生兼工友認識企鹅老师。在《星光少男》中接替已離世的法月皇成為星光時尚秀協會主席。

### 羅・素莉安娜女學園
羅・素莉安娜（ル・セリアナ女学園）為薔薇學園女校。在《星光少男》中因紅月的帶領下(估计是她家族的財力和人脈幫助)，宣布獨立並脱离於財團掌控之外避開仁的復仇行動。
「ルセリアナ」英文為「Russelliana」，意思是「拉塞爾蟹爪蘭」。
蓮城寺紅月
参照Bell ♡ Rose。
小鳥遊音羽
参照Bell ♡ Rose。
森園若菜
参照Bell ♡ Rose。
天羽純音
参照星光世界。

## 朋友
內田莉奈（Uchida Rina，配音員：原紗友里（日本）；何寶珊（香港））
小鳴的同學。13歲。戴眼鏡。對花店感興趣。起初有點害怕小糸。
上善寺愛（Jouzenji Ai，配音員：山本希望（日本）；凌晞（香港））
小鳴的同學。13歲。對麵包店感興趣。起初有點害怕小糸。

## 主角們的家人

### 小鳴家
彩瀨龍之介（Ayase Ryuunosuke，配音員：千葉進步（日本）；劉昭文、葉振聲（代配）（香港））
小鳴的爸爸。是一名作家。
彩瀨詩夢（Ayase Poemu，配音員：柚木涼香（日本）；朱妙蘭（香港））
小鳴的媽媽。是一名繪本畫家。
平日會一邊在房中牆上繪畫，一邊想繪本的對白，有稍微像個小孩的性格。
善於摺紙。

### 小杏家
福原煎太郎（Fukuhara Sentarou，配音員：三宅健太（日本）；李錦綸（香港））
小杏的爸爸。東京人，性格固執。是自家經營傳統煎餅店的老闆。
每當小杏在家做甜品時，就會非常不高興，此事已經和小杏做成多次吵架。
希望小杏將來繼成傳統米餅店，所以在開始時非常反對小杏在「Prism Stone」幫手，後來看過小杏的星光時尚秀後，受到小杏的熱情感動而准許他繼續在「Prism Stone」幫忙。
福原百合子（Fukuhara Yuriko，配音員：早水理沙（日本）；謝潔貞（香港））
小杏的媽媽。是米餅店的老闆娘，在煎餅店舖面工作。是一個果斷、無微不至、有氣度的人。
平日身穿和服。
曾以家中開煎餅店為理由，拒絕小杏飼養波寶。
福原瑪莉（Fukuhara Mary，配音員：日高範子（日本）；黃玉娟 （香港））
小杏的婆婆，美國人。

### 小糸家
涼野弦（Suzuno Ito，配音員：近藤隆（日本）；梁偉德（香港））
小糸的爸爸。曾經是一名被喻為日本最厲害的吉他手，與世界第一的吉他手不相上下
是Live House的擁有者，有時會拜託小糸在樂隊幫手。
與神濱丈幸是好友，兩人曾經組成樂隊「LUCKY STAR」。與丈幸於16歲時一次公園的街頭表演中相遇，兩人不時為作歌一事進行交流。後來因丈幸退出「LUCKY STAR」，毅然決定一人發展。及後相約丈幸談及「LUCKY STAR」復組一事時不幸遇上車禍，導致左手半傷殘和丈幸喪生因此停止音樂事業。之後對丈幸的喪生一直十分後悔，故不希望幸司與小糸來往。
涼野鶴（Suzuno Tsuru，配音員：阿澄佳奈（日本）；羅杏芝→伍秀霞（香港））
小糸的媽媽。在丈夫發生意外後與他分居並帶同兒子結離去。現時居住在北海道。
涼野結（Suzuno Yuu，配音員：高山南、中嶋尋（兒童期）、內田雄馬（星光少男 KING OF PRISM）（日本）；林芷筠（香港））
小糸的弟弟，現與母親同住，個性有點害羞。是貝兒的粉絲。崇拜姐姐小糸也喜歡Happy Rain。第30集小糸到北海道和小鳴及小杏去拜訪他們時，告訴姐姐小糸有關媽媽雖然分居，卻常常聽父親以前的樂團音樂並不是完全放棄父親的事業。
預定於星光少男 KING OF PRISM作為「薔薇學園」後補生登場

### 音羽家
小鳥遊創志（Takanashi Sousi，配音員：野島裕史（日本）；李安邦（香港））
音羽的爸爸。有著溫柔、彬彬有禮的個性。跟音羽一樣以「Meruhen」作為口頭禪。他的工作是一名調香師，亦是一名家庭主夫。
小鳥遊音儀（Takanashi Otogi，配音員：金香里（日本）；劉惠雲（香港））
音羽的媽媽。在出版業界工作的職業女性。長得比丈夫高。原本與壯志結婚時被壯志的父親給拒絕。
音羽的祖父（Otoha No Sofu，配音員：字垣秀成（日本））
音羽的祖父。46集到會觀看音羽的表現。
音羽的祖母（Otoha No Sobo，配音員：小林希唯（日本））
音羽的祖母。46集觀看音羽的表現。

### 若菜家
森園正（Morizoro Tadashi，配音員：乃村健次（日本）；陳廷軒（香港））
若菜的爸爸。是個非常嚴格並大男人主義的父親。由於工作地點常被調動，為了討厭轉校的若菜而停止調職。
認為Prism Show影響學業，所以不高興若菜浪費時間在星光時尚秀。
害怕嚴重爆發的雙葉，也因此在後來有所改變。
森園雙葉（Morizoro Futaba，配音員：藤村步（日本）；林芷筠（香港）；謝佼娟（台灣））
若菜的媽媽。有著膽小、順從的性格。一方面盡量不違抗丈夫的命令，另一方面並盡量庇護若菜，是一個忍耐力極強的女性。不過在自己嚴重爆發的時候，淑女般的樣子以及說話語調也會變得嚇人，性格變得比父親更蠻橫。如此同時便會把反面的頭髮捆起來。
第33集若菜聲淚俱下地請求他們去看薔薇學園的發表會，最後因為丈夫突然有事要回公司工作，所以自己去參加發表會並且向若菜道歉。
第36集若菜將表演最後的星光時尚秀的時候，不惜哭跪著請求丈夫去看若菜的表演。可是當若菜在舞台上帶著感激的淚水完成表演時，相比之下，丈夫只表示對此毫不關心的態度，已經超越自己的忍耐底線。所以忍無可忍下甩丈夫一個耳光，並且答應可以讓若菜繼續表演星光時尚秀還更宣布丈夫不會因調職工作而全家移民，只有丈夫自己一個去新加坡工作而已。

### 貝兒家
蓮城寺律（Renjoji Ritsu，配音員：澤海陽子（日本）；沈小蘭（香港）；謝佼娟（台灣））
貝兒的媽媽。比起女兒貝兒有著十分嚴厲的性格，所以連若菜都害怕她，且嚴厲程度也比森園正更加囂張。
虛榮心很強，從而成為異常過高的完美主義者。強制貝兒在學業上達到滿分或在各項比賽上追求第一名，做就了若菜徹底成為貝兒陪襯開端的罪魁禍首。有強行要求貝兒順從自己價值觀的傾向。
丈夫身在德國，與丈夫分開居住。
第24集在貝兒表演星光演唱會失敗後，就馬上禁止她繼續表演星光時尚秀時強行送她到法國留學。後來在貝兒最終被音羽和若菜被說服下拒絕自己的要求。
第27集在「新挑戰!律動大賽」後因貝兒的星光時尚秀得到甚高評價，所以繼續允許她表演星光時尚秀並以此為練習核心。
蓮城寺行秀（Renjoji Kousyu，配音員：千葉繁（日本）；陳永信 （香港））
貝兒的爸爸，長期於海外工作，許多時也未能回家。在38集時回來看貝兒與小鳴表演的星光時尚秀，並感嘆貝兒的成長。

### 幸司家
神濱奈津子（Mihama Natsuko，配音員：米澤圓（日本）；陸惠玲（香港））
Dear Crown相關人物參考
神濱丈幸（Mihama Jyoukou，配音員：羽多野涉（日本）；關令翹 （香港））
幸司的已故的父親，奈津子的亡夫，曾教授他有關音乐和烹飪的知識。
生前與涼野弦是好友，兩人曾經組成樂隊「LUCKY STAR」，藝名為JO。
與弦於16歲時一次公園的街頭表演中相遇，兩人不時為作歌一事進行交流。後來因奈津子的反對下退出「LUCKY STAR」，及後弦相約他談及「LUCKY STAR」復組一事時遇上車禍後不幸喪生。

## 其他角色
北川（kitagawa，配音員：樫井笙人（日本）；黃子敬（香港））
第3集開始出場，是幸星樂器的老闆，跟小糸和幸司的父親是老朋友，
自從小糸因她父親的吉他常常光臨他的店後，開始調查小糸的身份，便發現她是弦的女兒，於第47集將絃的吉他送還給他。
副主席（Daigishi，配音員：金光宣明（日本））
第24集登場。
惠（Megumi，配音員：大久保瑠美（日本）；何璐怡（香港））
第24集登場。為貝兒父亲友人的女兒，小鳴的支持者，想看貝兒表演星光時尚秀，但是在貝兒表演星光時尚秀失敗感到很失望。
北條宇（Houjou Cosmo，配音員：山本希望（日本）；何璐怡（香港））
於3DS作品「星光閃耀MY☆DESIGN」登場的原創角色。有着淺藍色頭髮的少女
形象品牌是「Star」。
把東京的街道都染上自己的顏色，是個行蹤不定、謎一般的少女。
將持有特殊能力MY☆DECO的主角(玩家)視為唯一對手，目標是原宿時尚Joker。
有著MY☆DESIGN的特殊能力。
第34集小鳴表演時登場。
是姊妹作星光樂園中的其中一位偶像及設計師，北條蘇菲的姊姊。
廣的母親（Hiro No Haha，配音員：榎梓（日本）；陸惠玲（香港））
廣的母親，為單親媽媽，因避免自己的身份影响廣的前途而離家，在老人院當護理員。後来因廣的請求而回家與他相認。
溫泉旅館的婆婆（配音員：熊井統子（日本）；林丹鳳 （香港））
第39話登場。
冰室瑪麗亞（Maria，配音員：宍戶留美（日本）；詹健兒（香港））
有著一頭長金髮。
冰室的母親，在冰室小時候已過世。生前也是星光舞者兼星光天后，天羽茱莉現在的外貌就是根据她在冰室聖心中的形象而變。
研究生（Kennkyuusei，配音員：宮崎雨衣（日本））